# Euphorbia herman-schwartzii
Euphorbia herman-schwartzii es una especie fanerógama perteneciente a la familia de las euforbiáceas. 

## Distribución
Es endémica de Madagascar en la Provincia de Antsiranana.  Su natural hábitat son los bosques secos subtropicales o tropicales y las áreas rocosas. Está amenazado por la pérdida de hábitat.

## Descripción
Es un arbusto con tallos suculentos.

## Taxonomía
Euphorbia herman-schwartzii fue descrita por Werner Rauh y publicado en Cactus and Succulent Journal 63(5): 246–250, f. 2–7, 9h–n. 1991.
Etimología
Euphorbia: nombre genérico que deriva del médico griego del rey Juba II de Mauritania (52 a 50 a. C. - 23), Euphorbus, en su honor – o en alusión a su gran vientre –  ya que usaba médicamente Euphorbia resinifera. En 1753 Carlos Linneo asignó el nombre a todo el género.
herman-schwartzii: epíteto otorgado en honor del médico estadounidense Herman Arthur Schwartz (1920 - 2000), gran apasionado de las plantas suculentas y fundador de la editorial Strawberry Press, con la que coeditó, entre otros, 10 volúmenes de Euphorbia Journal.